# Vatromir Srhoj
Vatromir Srhoj (Split, 12. rujna 1947. – 4. svibnja 2024.), bivši rukometaš i rukometni trener. Dugogodišnji izbornik ženskih reprezentacija  Hrvatske i Jugoslavije. 

## Životopis
Prof. dr. sc. Vatromir Srhoj rođen je u Splitu. Osnovnu i srednju školu završio je u Splitu. Na Fakultetu za fizičku kulturu (Kineziološki fakultet) Sveučilišta u Zagrebu diplomirao je 1976., magistrirao 1987. na Fakultetu za fizičku kulturu (Kineziološki fakultet) Sveučilišta u Zagrebu i doktorirao 1997. godine na Fakultetu za fizičku kulturu Univerziteta "Kiril i Metodij" u Skoplju. Diploma je nostrificirana od strane Ministarstva znanosti i tehnologije Republike Hrvatske 2001. godine.

### Nastavna djelatnost opis kretanja u struci
Na Zavodu za kineziologiju, Fakulteta PMZ i OP, Sveučilišta u Splitu angažiran je kao vanjski suradnik (1978-1982) i zaposlen u stalnom radnom odnosu kao predavač na kolegiju Rukomet (1982-2003). U tom periodu povremeno su mu još povjeravani kolegiji Povijest sporta i Teorija treninga. Docent je od 2003., izvanredni profesor od 2006. - sve na predmetu Rukomet. Od 2010. ima titulu redovitog profesora za predmete rukomet, rukomet na pijesku i mini rukomet. Bio je vanjski suradnik na diplomskom studiju-usmjerenje Rukomet na Fakultetu za fizičku kulturu (Kineziološki fakultet) Sveučilišta u Zagrebu (1994-1996). 

### Znanstvena djelatnost i napredovanje
Do kraja 2010. godine samostalno i u koautorstvu objavio je 44 znanstvena rada ( od toga četiri u obliku sažetaka) i 26 stručnih radova (45 puta je citiran u CC i SCI časopisima). Koautor je međunarodnog sveučilišnog udžbenika, skripte, VHS kazete i DVD-a. Suradnik je na projektu "Efikasnost kinezioloških tretmana u periodu od 7. do 10. godine." Ministarstva znanosti i tehnologije Republike Hrvatske i  "Antropološka istraživanja biomotoričkog razvoja i kinezioloških aktivnosti" Ministarstvo znanosti, obrazovanja i športa Republike Hrvatske. Pozvani je predavač na više znanstvenih skupova. Član je odbora 30. škole biološke antropologije: "Molekularna genetika u istraživanju evolucije i raznolikosti čovjeka", 31. škole biološke antropologije: "Nadolazeće razdoblje velikih ostvarenja u populacijskoj genetici" te 33. škole BA "Suvremena paleontološka pitanja : od kosti do DNA". Radove je izlagao na domaćim i međunarodnim znanstvenim i stručnim skupovima. U zvanje znanstvenog suradnika izabran je 2003. godine, u zvanje višeg znanstvenog suradnika 2006. godine i znanstvenog savjetnika 2010. godine.

## Igračka karijera
Vatromir Srhoj bio je igrač prve i druge Rukometne lige Jugoslavije od 1964. do 1977. u klubovima RK Split i RK Zagreb-Badel Zagreb, RK Trogir te RK Adriachem. Ima i nekoliko nastupa za rukometnu B reprezentaciju Jugoslavije.

## Trenerska karijera
Trenerao je u klubovima prve muške i ženske rukometne lige Jugoslavije i Hrvatske od 1974. godine:
Muškarci:
- RK Brodomerkur Split - 3. mjesto i 1/4 finale Kupa EHF-a
- RK Split 1981. – 1984.

Žene:
- ŽRK Trogir 1974. – 1980.
- ŽRK Split 1981. – 1984.
- Budućnost Titograd – prvak Jugoslavije godine 1985/86., finalist Lige prvaka i prvo mjesto na turniru prvakinja Europe
- ŽRK Split 1987. – 1992.
- Dalma - 3. mjesto 1992.
- Lokomotiva - 2. mjesto na državnom prvenstvu 1994. godine, drugo mjesto u hrvatskom kupu, igrao u polufinalu kupa EHF-a, prvo mjesto na turniru europskih prvakinja 1994. godine
- ŽRK Split-Kaltenberg  - 2. mjesto i 1/2 finale europskog Kupa gradova
- ŽRK Vranjic - 3. mjesto i dva puta 1/4 finale Kupa gradova
- ŽRK Trogir  – 3. i 4. mjesto i 1/4 finale Kupa gradova te finale hrvatskog ženskog rukometnog kupa 2009. godine[4]

### Trener izbornik
- 1986. Svjetsko prvenstvo - 5. mjesto (Jugoslavija)
- 1986. Prvenstvo Balkana - 1. mjesto (Jugoslavija)
- 1989. Svjetsko juniorsko prvenstvo u Nigeriji - 4. mjesto (Jugoslavija)
- 1990. Svjetsko prvenstvo - 2. mjesto (Jugoslavija)
- 1991. Mediteranske igre - 1. mjesto (Jugoslavija)
- 1993. Mediteranske igre - 1. mjesto (Hrvatska)
- 1994. Europsko prvenstvo - 5. mjesto (Hrvatska)
- 1997. Mediteranske igre - 2. mjesto (Hrvatska)

## Nagrade i priznanja
- 1976., 1978., 1980. - priznanje SIZ-a fizičke kulture Trogir
- 1978. povelja za doprinos u razvoju rukometa Rukometnog saveza Hrvatske
- 1985., 1988. i 1990. - priznanje SOFK-e Splita
- 1986. - Nagrada "Premio d'onore"
- 1988. - priznanje za 25 godina doprinosa u razvoju rukometnog športa u Hrvatskoj od Hrvatskog rukometnog saveza
- 1990. - rukometni savez Hrvatske-udruženje trenera dodijelilo mu je priznanje i zlatnu značku za izuzetan doprinos na permanentnom obrazovanju i usavršavanju trenera.
- 1993. - izabran je i za trenera godine Republike Hrvatske po izboru novinara "Sportskih novosti"
- 1993. - povelja splitskog saveza športova za osvojenu zlatnu medalju na Mediteranskim igrama
- 2004. - proglašen je najuspješnijim trenerom u općini Solin za uspjehe koje je postigao s ekipom RK "Vranjic" iz Solina
- 2007. - Hrvatski olimpijski odbor dodjeljuje mu nagradu Matija Ljubek za životno djelo.[5]

## Zanimljivosti
- Jedini je trener na svijetu koji je trenirao oboje najboljih igrača svih vremena po izboru IHF-a (muškog i ženskog), Ivana Balića i  Svetlanu Kitić.
- Kao trener vodio je prvu službenu, međunarodnu (međudržavnu) utakmicu hrvatske ženske rukometne reprezentacije: Hrvatska - Slovenija 1992. godine.
- Još uvijek je nositelj najboljeg rezultata u povijesti hrvatske ženske rukometne reprezentacije (5. mjesto na EP 1994.) i jedine zlatne medalje na nekom natjecanju (Montepellier 1993.)

## Vanjske poveznice
- Hrvatska znanstvena bibliografija: Lista radova Vatromira Srhoja  Arhivirana inačica izvorne stranice od 4. ožujka 2016. (Wayback Machine)